# Henrique Matos
Henrique Matos (Porto, 18 luglio 1961) è un pittore portoghese, della Op art.
Ha frequentato la Scuola di Arti Decorative Soares dos Reis nel corso degli anni 1973-1981, essendo stato allievo del Maestro Isolino Vaz. Si è laureato in Pittura nel 1988 dal scuola superiore di belle arti di Porto, dove è stato insegnato da Álvaro Lapa, Amandio Silva Sá Nogueira, Carlos Carreiro, Ângelo de Sousa e João Dixo.
Espone per la prima volta insieme nel 1981 e ha tenuto la sua prima mostra personale nel 1987. Ha partecipato a mostre collettive e personali in varie città del paese, tra cui Porto – Mercado Ferreira Borges, Matosinhos, Valongo, Fafe, Rio Tinto, Monastero di Arouca, Gondomar, Museo Etnografico di Praia de Mira, Lisbona. Tra il 1991 e il 1993 espone in Francia, in particolare, al Centre Culturel Municipal Fréjus Nizza e in Trophee de la Primiere Change – Quai des Etats – Unis (Primo Premio ex Aequeo), Galerie Art’Nold e 1ª Biennale Prix Mossa – Galerie Musée Alexis et – Gustav–Adolf Mossa.
Nel 1991 e nel 1992 viaggiato in Marocco e in Tunisia nel 1996, ed è entrato in contatto con la cultura araba e l’arte . Produce dipinti surrealisti prima fase , dopo essersi evoluto in un tema astratto . Produce opere di carattere del paesaggio e ritratti di personalità, il suo intento è quello di evidenziare i ritratti di Alberto Jorge, João André, Pedro Abrunhosa, tra gli altri. Studia le culture dell’antica civiltà Maya e Egiziana utilizzandole alludendo a queste civiltà classiche quadri tematici , avendo visitato Chichén Itzá a Luxor nel 2007 e 2008, La sua ultima fase di verniciatura si adatta allo stile della Op Art , influenzato da artisti come Maurits Cornelis Escher, Jesús-Rafael Soto, Victor Vasarely e Bridget Riley.

## Galleria d'immagini

### Pittura

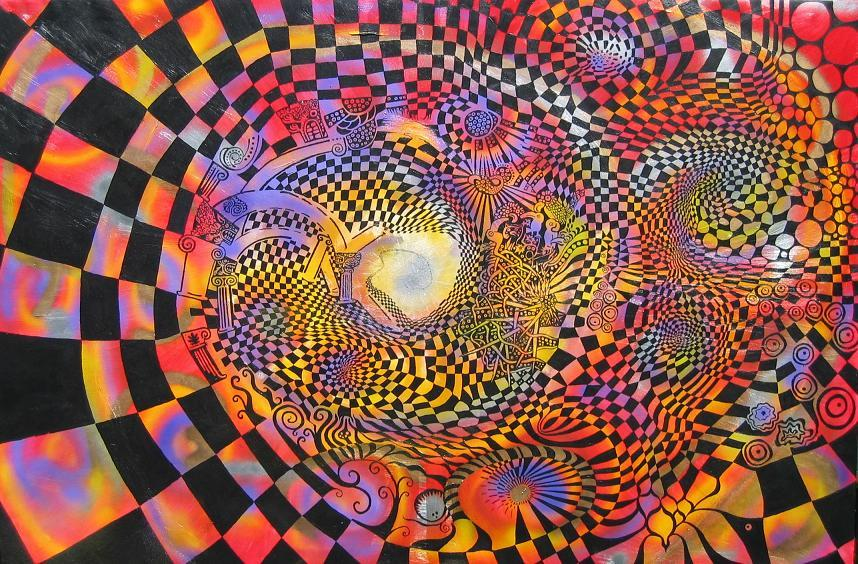
Cosmos, 2001
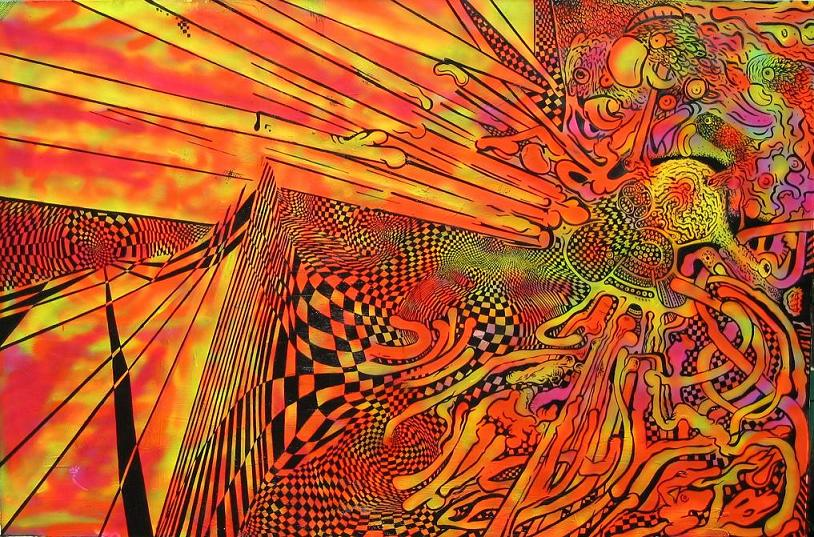
Reazione cosmica, 2003
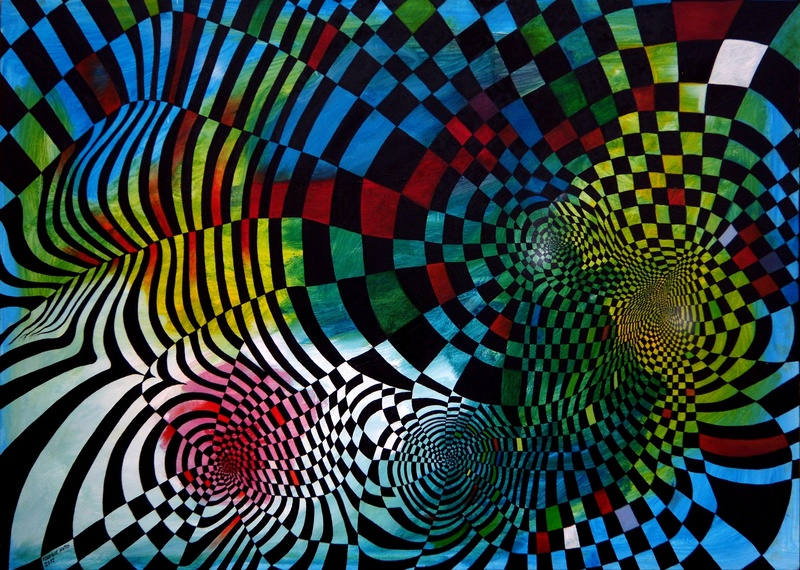
Optical motion I, 2012
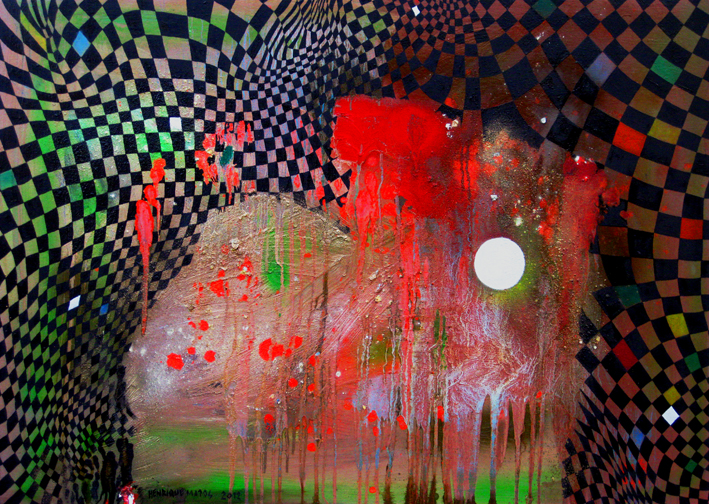
Optical motion II, 2012
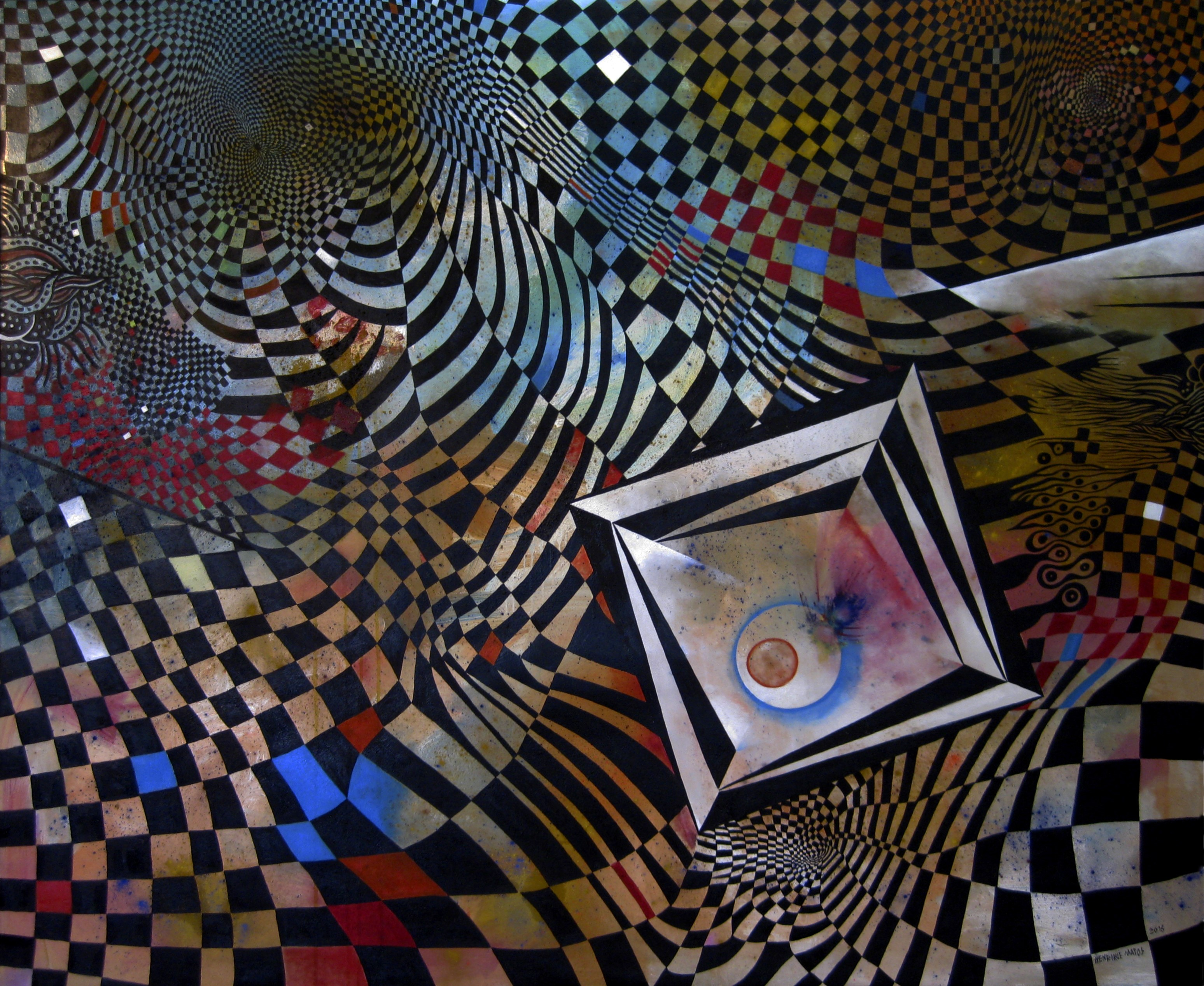
Optical motion VII, 2016

### Fotografia

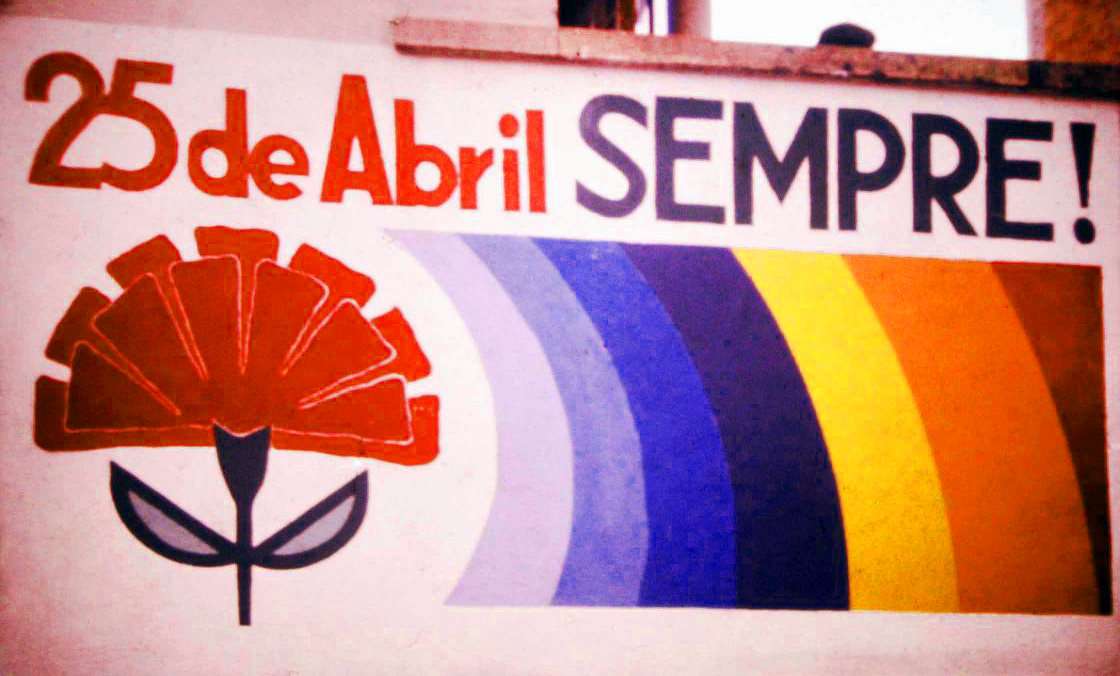
Rivoluzione dei garofani, 1978
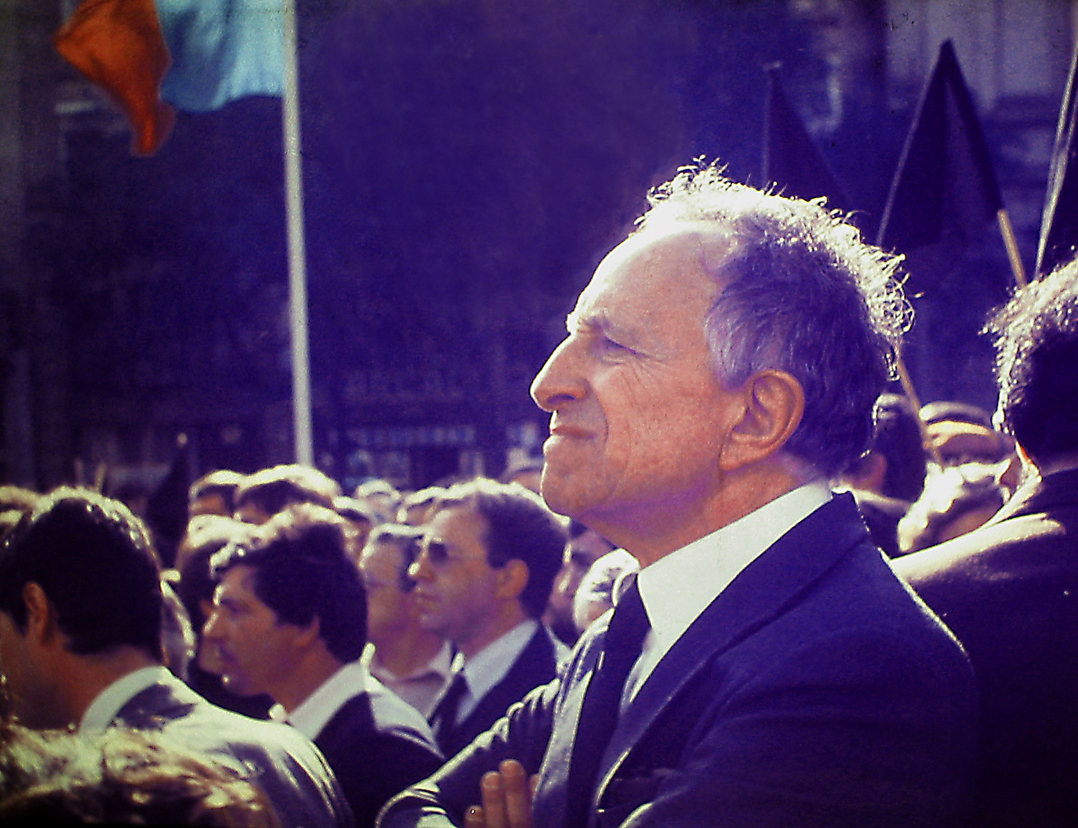
Vasco Gonçalves, 1982
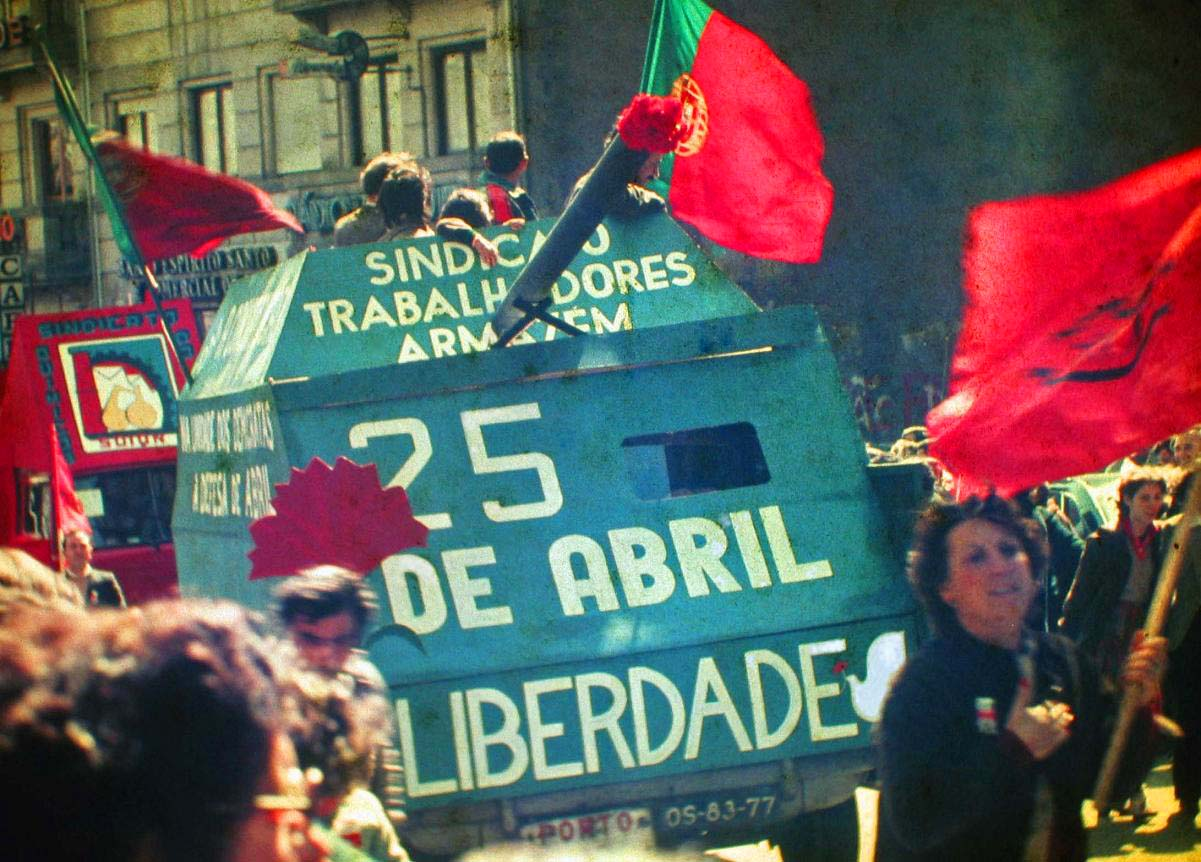
25 de Aprile, 1983
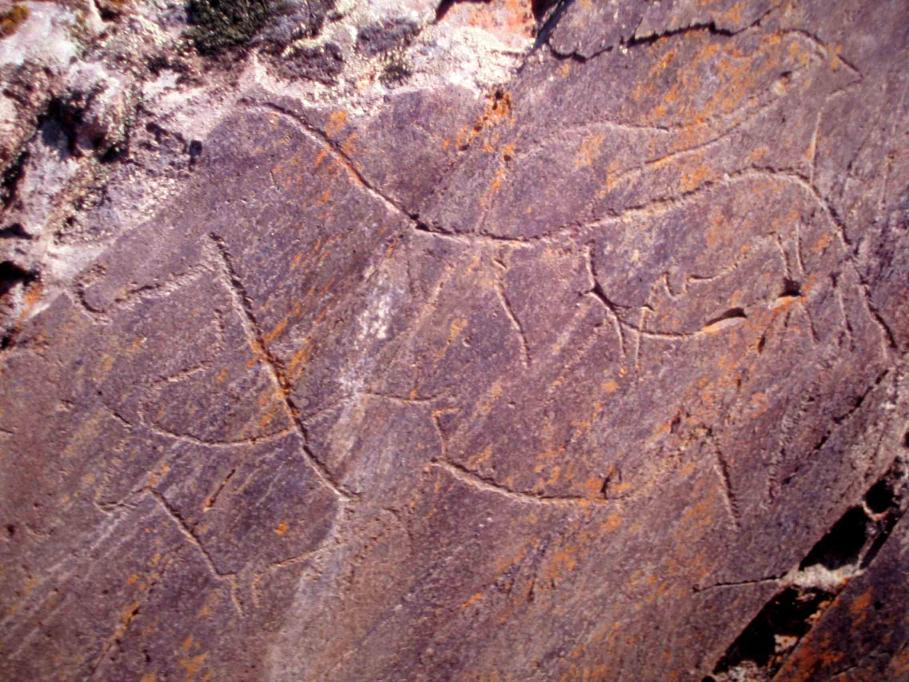
Arte paleolitica nella Valle del Côa, 2008

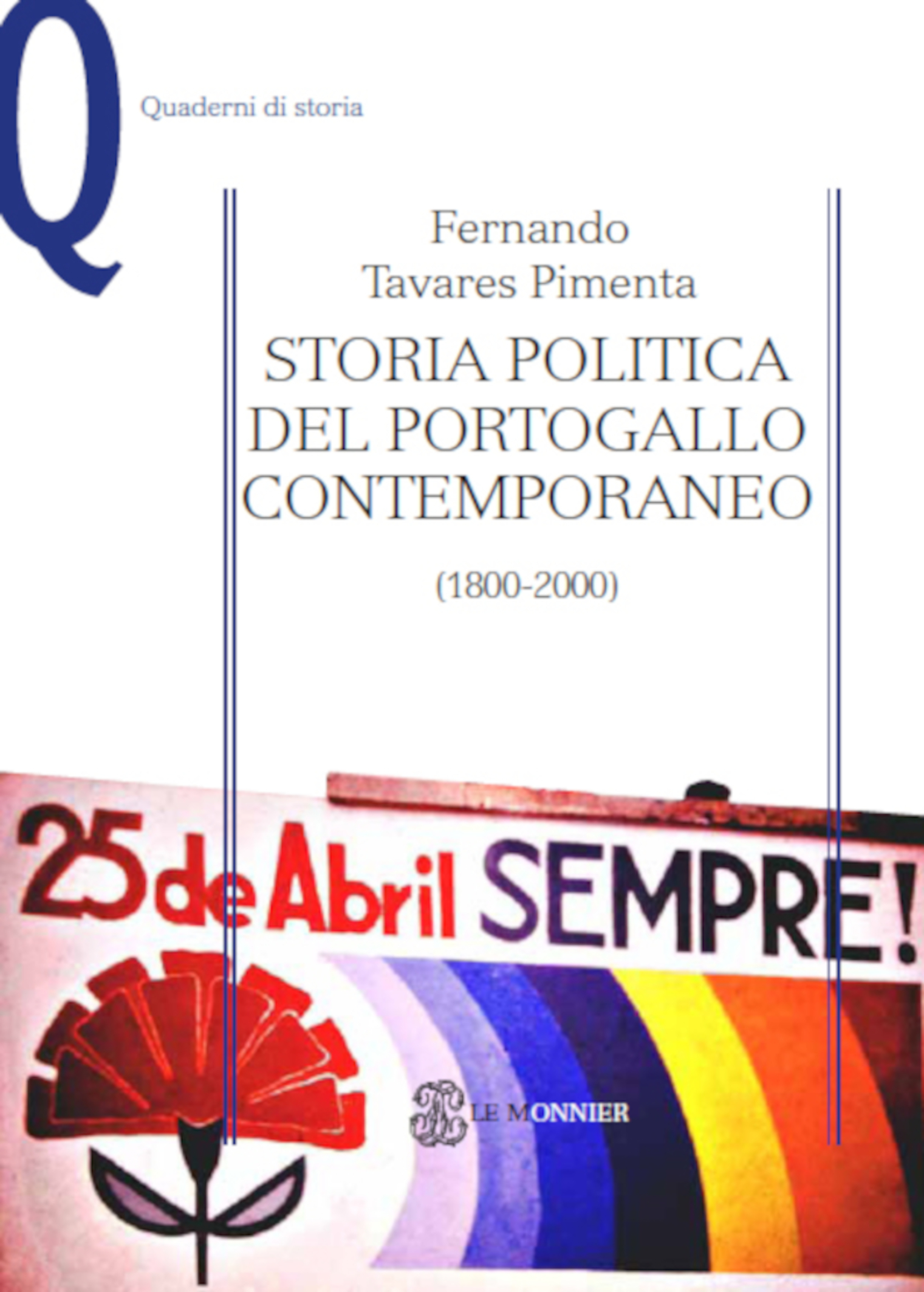
Copertina del libro, "Storia politica del Portogallo Contemporaneo", 2011
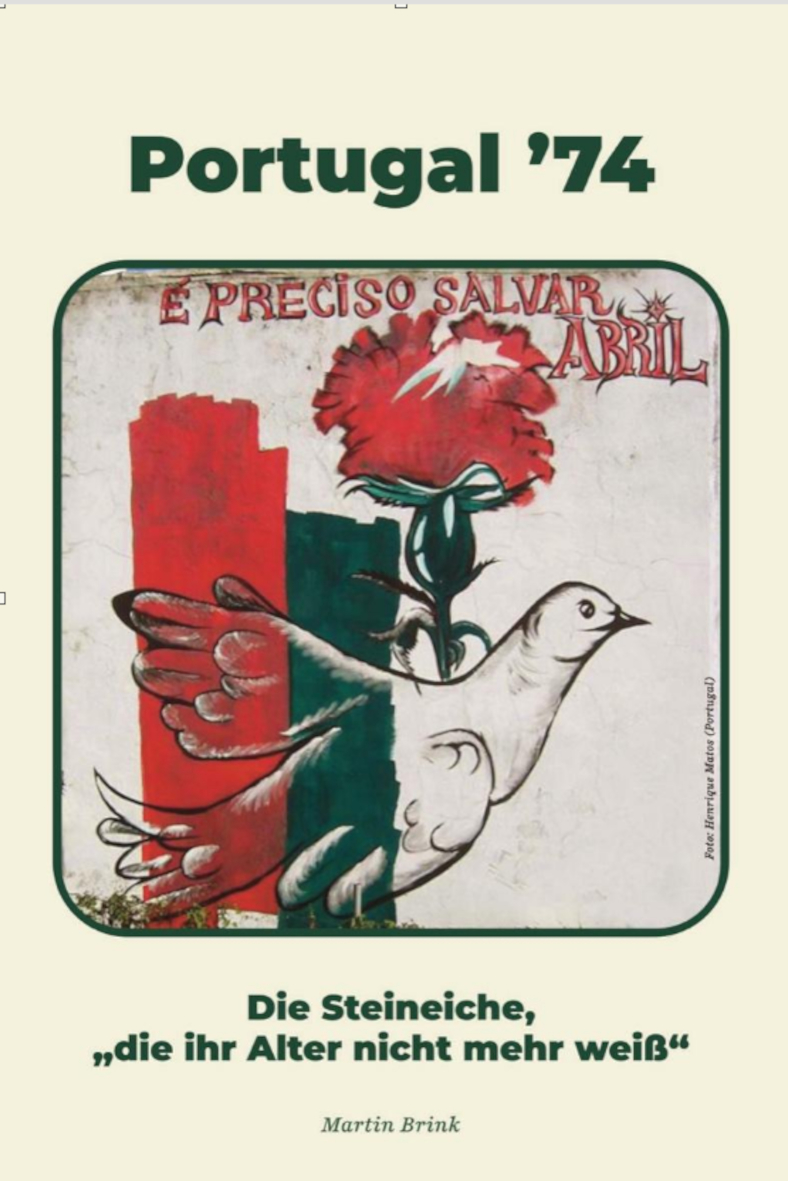
Copertina del libro, "Portugal `74 Die Steineiche, die ihr Alter nicht mehr weib", 2024